# Benigno Zaccagnini
Benigno Zaccagnini, född 17 april 1912 i Faenza, död 5 november 1989 i Ravenna, var en italiensk politiker och läkare. Han representerade Democrazia Cristiana och var partisekreterare för detta parti i nästan fem år, 1975–1980.

## Biografi
Zaccagnini utbildade sig till läkare, specialiserad på pediatrik och tjänstgjorde på Balkanfronten som medicinalofficer 1941–1943. Efter fascismens fall anslöt han sig till 8:e partisanbrigaden  ”Garibaldi” i Romagna. Han stationerades i Ravenna och utsågs kort därefter till sekreterare i Comitato di Liberazione Nazionale. Han blev 1946 invald i den lagstiftande församling vars främsta uppgift kom att bli författandet av den nybildade republikens konstitution. Åren 1948–1983 var han ledamot av Italiens deputeradekammare och representerade sitt parti i Europaparlamentet 1979–1984. Han kom under sin politiska karriär att följa först Amintore Fanfani och därefter Aldo Moro som verkade för att få honom invald på posten som partisekreterare, vilket också skedde 1975.
Zaccagnini innehade ett par ministerposter under sin politiska karriär men blev mest känd för sin roll under kidnappningen av Aldo Moro 1978 då han tidvis utåt sett föreföll fullständigt handlingsförlamad. I själva verket hade han anslutit sig till Andreottis linje som innebar att det var ett mindre dåligt alternativ för staten och partiet att offra Moros liv än att förhandla med terrorister. Det var till Zaccagnini som Moro från sin fångenskap skrev ett omdiskuterat brev med meningen ”Mitt blod skulle falla åter på er, på partiet, på landet.” (”Il mio sangue ricadrebbe su voi, sul partito, sul paese”), vilket syftade på konsekvenserna om Moros parti inte ingrep för att rädda honom. I samma brev säger Moro uttryckligen att han håller Zaccagnini som huvudansvarig (”tu, Zaccagnini, massimo responsabile”).
Zaccagnini och Moro var gamla vänner, vilket delvis förklarar att det var Zaccagnini som sattes under det hårdaste trycket när Moros brev från fångenskapen under tilltagande desperation övergick från att vara vädjande till att bli mer och mer hotfulla. I en intervju några dagar före sin död medgav Zaccagnini att han övervägde att avgå under kidnappningsdramat eftersom han fruktade att han skulle bryta ihop under pressen.
Zaccagninis eftermäle kan kort sammanfattas med att allt annat han uträttade har totalt hamnat i skuggan av vad han gjorde eller inte gjorde, eller vad man ansåg att han borde ha gjort, under de 55 dramatiska dagarna våren 1978 som slutade med att Moro mördades. Zaccagnini försökte efter Moros död att fortsätta driva dennes linje inom partiet men det gav inget tydligt resultat i valet 1979 där partiets svagt nedåtgående trend fortsatte och Zaccagnini fick vid partikongressen i februari 1980 lämna sin plats till förmån för Flaminio Piccoli.  Benigno Zaccagnini dog av en hjärtinfarkt 1989.